# Everhard Kleinertz
Everhard Karl Bernhard Kleinertz (* 7. August 1939 in Köln) ist ein deutscher Historiker und Archivar. Er war von 1994 bis 2004 der leitende Direktor des Historischen Archivs der Stadt Köln.

## Werdegang
Kleinertz’ Eltern waren der Jurist Karl Kleinertz und dessen Ehefrau Gertrud, geb. Hülskamp. Aufgrund der Kriegsschäden in Köln wuchs er im Kreis Euskirchen auf, besuchte in Stotzheim die Volksschule und verließ das Emil-Fischer-Gymnasium in Euskirchen 1960 mit dem Abitur. Er leistete seinen Wehrdienst ab und studierte ab 1962 an der Rheinischen Friedrich-Wilhelms-Universität in Bonn Geschichte, Geografie und Soziologie. Im Sommer 1968 legte er erfolgreich die Erste Philologische Staatsprüfung ab. Seine Dissertation mit dem Titel Die Politik der Landstände im Herzogtum Preußen 1562–1568 legte er 1971 an der Universität Bonn vor.
Im April 1973 trat Kleinertz in den Dienst der Stadt Köln. 1979 bis 1994 war er stellvertretender Direktor des Historischen Archivs der Stadt, seit 1994 dessen Leiter als Nachfolger von Hugo Stehkämper.
Kleinertz gab eine Reihe von Schriften zur Geschichte der Stadt Köln heraus. Als Leiter des Archivs erlebte er eine Ära von Personaleinsparungen und Sachmittelkürzungen, so wurde in seiner Amtszeit der Personalbestand des Archivs mehr als halbiert. Seine Nachfolgerin wurde Bettina Schmidt-Czaia.

## Publikationen (Auswahl)
- Die Politik der Landstände im Herzogtum Preußen 1562–1568. phil. Dissertation, Bonn 1972.
- Karl Marx und Köln. 1842–1852. Briefe, Texte, Bilder, Faksimiles. Ausstellung zum 100. Todestag. Historisches  Archiv der Stadt Köln, Begleitband zur Ausstellung 3. März – 20. Mai 1983.
- Hrsg. mit Ottfried Dascher: Petitionen und Barrikaden. Rheinische Revolutionen 1848/49. Bearbeitet von Ingeborg Schnelling-Reinicke und Eberhard Illner. Aschendorff, Münster 1998, ISBN 3-402-05378-0.